# Peychaud’s Bitters

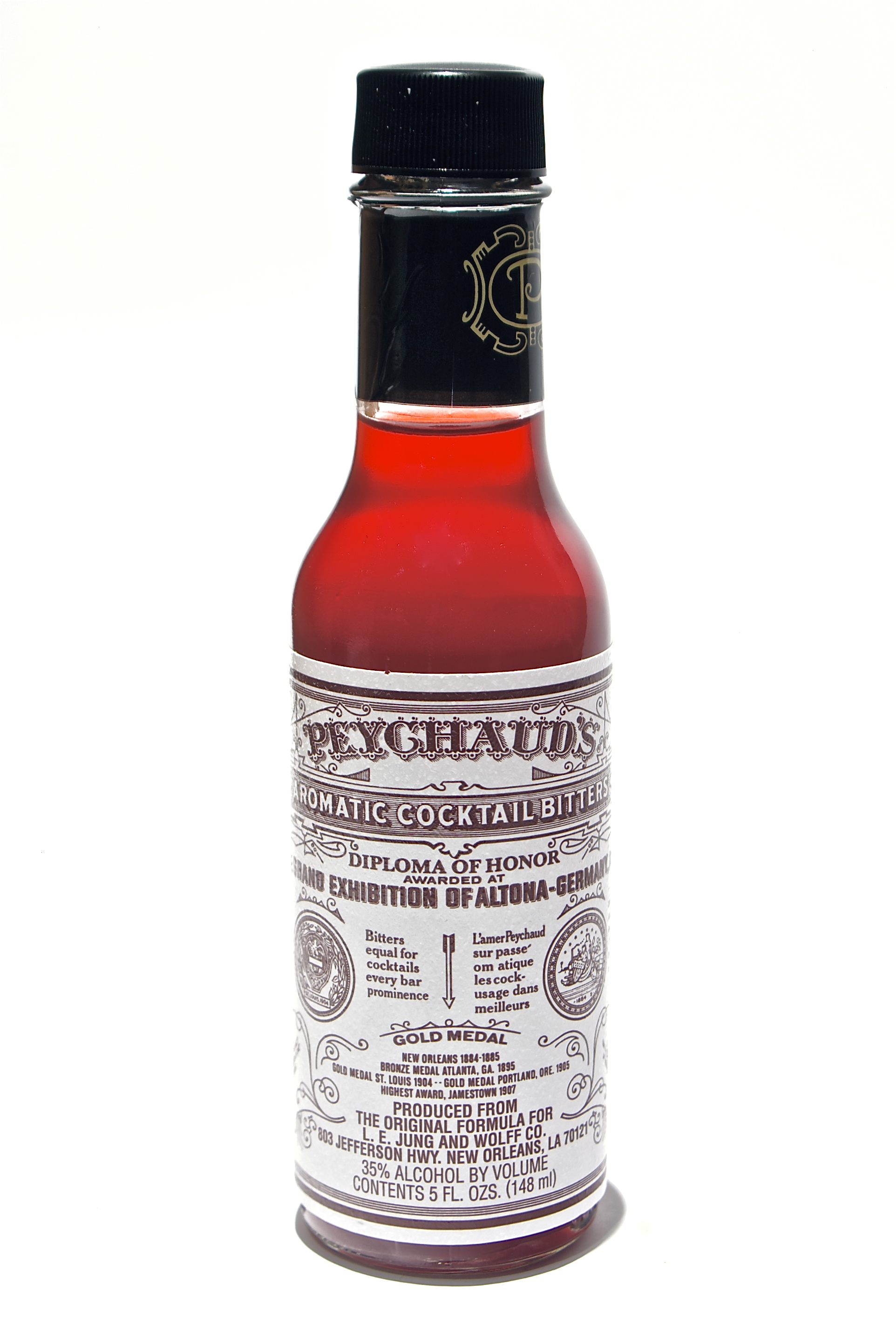
Peychaud’s Bitters

Peychaud’s Bitters ist ein Enzian-basierter Cocktailbitter. Im Vergleich mit Angosturabitter, einem typischen Aromatic Bitter, hat Peychaud’s einen leichteren Körper und schmeckt süßer und blumiger, zudem sorgt er für eine rötliche Färbung der Drinks. Cocktailbitter ähnlicher Geschmacksrichtung werden auch als Creole Bitters bezeichnet.
Wie alle Cocktailbitter wird er in der Regel nur tropfen- oder dashweise (Dash = Spritzer) verwendet, um den Geschmack eines Drinks abzurunden. Bekannt ist er vor allem als unverzichtbarer Bestandteil des Cocktails Sazerac. Erfunden wurde er um 1830 von Antoine Amédée Peychaud, einem kreolischen Apotheker aus der französischen Kolonie Saint-Domingue, heute Haiti, der sich 1795 in New Orleans niederließ. Heute wird Peychaud’s Bitters durch die Buffalo Trace Distillery in Frankfort, Kentucky hergestellt und durch die Sazerac Company. vertrieben.